# Улица Котляревского (Чернигов)
Улица Котляревского (укр. Вулиця Котляревського) — улица в Деснянском районе города Чернигова. Пролегает от проспекта Мира до улицы Гончая, исторически сложившаяся местность (район) Ковалёвка. 
Примыкают 1-й переулок Мира, улицы Пятницкая, Мстиславская, Николая Леонтовича (Чайковского).

## История
В начале 20 века была проложена и названа улица — в честь украинского поэта Ивана Петровича Котляревского. Улица была застроена индивидуальными домами. 
В конце улицы возле реки Стрижень находился спиртоочистной завод, построенный до того как была проложена улица Котляревского.
В 1970-е года часть усадебной застройки (примыкающая к улице Ленина) была ликвидирована, на её месте построен квартал многоэтажной жилой застройки. 

## Застройка
Улица пролегает в северо-восточном направлении — к реке Стрижень — параллельно улицам Гоголя и Костомаровская.
Начало улицы парная и непарная стороны заняты многоэтажной (9-этажные дома) жилой застройкой, конец улицы парная сторона — усадебной застройкой, непарная — школа (Мстиславская улица), офис. Территория предприятия «Черниговский ликеро-водочный завод» занимает угол улиц Котляревского и Чайковского, ограниченная рекой Стрижень. 
Учреждения:
1. дом № 3 А — детсад № 50
2. дом № 34 — главный офис ООО «ОСНОВА»
3. дом № 38 — «Черниговский ликеро-водочный завод»